# Saissetia scutata
Saissetia scutata är en insektsart som först beskrevs av Robert Newstead 1917.  Saissetia scutata ingår i släktet Saissetia och familjen skålsköldlöss.
Artens utbredningsområde är Guyana. Inga underarter finns listade i Catalogue of Life.